# 了学
了学（りょうがく、天文18年（1549年）- 寛永11年2月13日（1634年3月12日）は、戦国時代後期から江戸時代初期にかけての初期の浄土宗の僧侶。下総国千葉氏重臣・高城胤吉の3男。俗名を胤知（たねとも）、号を照誉（しょうよ）。号より「照誉了学」とも呼ばれる。

## 略歴
母の大八木氏は側室（正室は主君千葉勝胤の娘）であったため、武蔵国糀村（現在の千代田区麹町）で生まれた。幼い頃に家臣の猶子となったが、13歳の頃に父に願い出て小金城城下にあった東漸寺に入って出家した。和歌や神道などにも通じるなど博識として知られ、天正12年（1584年）には東漸寺7世住持となった。当時の小金城主は甥の高城胤則であり、その保護を受けた。天正18年（1590年）、豊臣秀吉の小田原征伐によって小金城は陥落し、高城胤則も所領を失うが、新領主となった徳川家康が浄土宗を信仰していた為、寺領の安堵を受けた。
その後了学は戦乱で荒廃した各地の浄土宗寺院の再建に尽力する常陸国飯沼村（現在の茨城県常総市）の弘経寺を再建し、続いて上総国大多喜城城主本多忠勝の依頼で城下（現在の千葉県大多喜町）に良信寺（現在の良玄寺）を創建、更に下総国佐倉城城主土井利勝の依頼で城下（現在の千葉県佐倉市）に松林寺を創建している。特に本多家では忠勝の孫・忠刻の妻となった徳川家康の孫娘千姫（豊臣秀頼未亡人）も含めて家族挙げて了学に帰依し、忠勝が病死した際には遺言により了学が葬儀を行っている。
この間、慶長5年（1600年）頃に徳川家康の推挙で紫衣を授かり、家康の要請で度々江戸城や駿府城において講話を行った。家康の後継者となった徳川秀忠は了学から受戒を受け、病気平癒の祈祷を行わせるなど、深く帰依した。寛永9年（1632年）に秀忠が危篤に陥ると、了学を徳川氏の菩提寺である増上寺17世貫主に任じ、併せて僧正任命を取り計らった。秀忠の死後、了学を導師として葬儀が行われた。秀忠の葬儀と増上寺の徳川将軍家菩提寺としての整備計画を立てて実施の運びになった事を見届けた同年終わりには徳川家光より与えられた四谷伊賀町の土地に日輪山了学寺（現在廃絶）を創建してここに隠棲して余生を送った。